# Shamrock Lakes
Shamrock Lakes è un comune degli Stati Uniti d'America, situato nello Stato dell'Indiana, nella contea di Blackford.